# Чертень (Ельский район)
Чертень (бел. Чэрцень) — деревня в Кочищанском сельсовете Ельского района Гомельской области Белоруссии. Известна своей красивой и разнообразной природой, видами лесных обитателей и растений. Ранее имела 2 магазина, начальную школу, клуб, библиотеку, Фельдшерско-акушерский пункт.

## География

### Расположение
В 13 км на юго-запад от районного центра и железнодорожной станции Ельск (на линии Калинковичи — Овруч), в 136 км от Гомеля. Деревня находится преимущественно в хвойных лесах, с преобладающей равнинной местностью.

## Гидрография
Располагается деревня на реке Чертень. Река славится своей чистой водой, разнообразием рыбы, а также она очень хорошо подходит для купания.

## Транспортная сеть
Рядом автодорога Старое Высокое — Ельск. Планировка состоит из прямолинейной улицы, ориентированной с юго-востока на северо-запад. Деревянные крестьянские усадьбы стоящие неплотно по обеим сторонам дороги.

## История
По письменным источникам известна с XIX века как хутор в Мозырском уезде Минской губернии. Согласно переписи 1897 года располагалась водяная мельница. В 1908 году в Королинской волости. На хуторе Новый Чертень работала водяная мельница. В 1931 году жители вступили в колхоз. Во время Великой Отечественной войны в июле 1942 года оккупанты сожгли деревню и убили 2 жителей. 23 жителя погибли на фронтах. В 1959 году в составе колхоза «Защита Советов» (центр — деревня Некрашовка). Действовали клуб, библиотека, фельдшерско-акушерский пункт.

## Население

### Численность
- 2023 год — 10 дворов, 16 жителей.

### Динамика
- 1885 год — дворов, жителя.
- 1897 год — 4 двора, 27 жителей (согласно переписи).
- 1908 год — 6 дворов.
- 1917 год — 68 жителей.
- 1940 год — 28 дворов, 145 жителей.
- 1959 год — 104 жителя (согласно переписи).
- 2004 год — 36 хозяйств, 75 жителей.
- 2023 год — 10 дворов, 16 жителей